# Joseph Stenhouse
Joseph Russell Stenhouse (Dumbarton, 15 novembre 1887 – Golfo di Aden, 12 settembre 1941) è stato un navigatore, esploratore e militare scozzese.
Ha partecipato alla spedizione Endurance in Antartide come capitano dell'Aurora, la nave del gruppo del mare di Ross.
Nel 1903 entra a far parte della marina mercantile. Nell'agosto 1914 ai arruola nella Royal Navy e nello stesso anno viene scelto da Ernest Shackleton come capitano dell'Aurora sotto il comando di Æneas Mackintosh. Dopo l'arrivo in Antartide, durante una tempesta la nave viene però trascinata al largo e Stenhouse è costretto a far rotta verso la Nuova Zelanda per le riparazioni lasciando sul continente 10 uomini.
Durante la prima guerra mondiale, Stenhouse serve su una Q ship nella lotta anti-sommergibile. Dopo il conflitto torna in Antartide al comando della RRS Discovery con compiti di ricerca oceanografica e biologica. Tra il 1930 ed il 1931 tenta di promuovere il turismo in Antartide, in particolare verso i luoghi di rilevante interesse storico, ma con scarso successo. Allo scoppio del secondo conflitto mondiale, Stenhouse torna nella Royal Navy dove viene dichiarato disperso durante una missione nel golfo di Aden il 12 settembre 1941.